# Believe (Cher-låt)
Believe är en sång inspelad av Cher 1998. Låtskrivarna är Brian Higgins, Stuart McLennen, Paul Barry, Steven Torch, Matthew Gray, Timothy Powell. Singeln blev nummer ett i USA, och låten fick en Grammy. Denna låt innebar en stor comeback för Cher. 

## Produktion och Cher-effekten
Believe är anmärkningsvärd för en återkommande effekt på Chers sång som ger ett robotlikt ljud, en effekt som började kallas "Cher-effekten" när andra började tillämpa denna teknik. Effekten uppkommer genom en extrem inställning i ljudbehandlingsmjukvaran Autotune. Låten är den första kända låten som använde sig av tonhöjdskorrigering, en metod som sedermera blev mycket vanlig i populärmusik.

## Format och låtlistor
| USA, CD-singel 1. "Believe" (album version) – 3:59 2. "Believe" (Xenomania Mix) – 4:20 USA/Kanada, maxisingel 1. "Believe" (album version) – 3:59 2. "Believe" (Phat 'N' Phunky Club Mix) – 7:42 3. "Believe" (Club 69 Phunk Club Mix) – 8:44 4. "Believe" (Almighty Definitive Mix) – 7:36 5. "Believe" (Xenomania Mad Tim and the Mekon Club Mix) – 9:15 6. "Believe" (Club 69 Future Anthem Mix) – 9:20 7. "Believe" (Grips Heartbroken Mix) – 9:12 8. "Believe" (Club 69 Future Anthem Dub) – 7:33 9. "Believe" (Club 69 Phunk Dub) – 7:04 10. "Believe" (Phat 'N' Phunky 'After Luv' Dub) – 6:22 | Europa/Storbritannien, CD-singelversion 1 1. "Believe" (album version) – 4:01 2. "Believe" (Almighty Definitive Mix) – 7:38 3. "Believe" (Xenomania Mix) – 4:20 Europa/Storbritannien, CD-singelversion 2 1. "Believe" (album version) – 3:58 2. "Believe" (Grips Heartbroken Mix) – 9:12 3. "Believe" (Club 69 Future Mix) – 6:50 \| - Huvudversion (4:01) - Edit (3:45) - Radio mix (3:30) - Radio edit (3:58) - Video edit (3:55) - A cappella (2:43) - Almighty Definite Mix (7:35) - Almighty Essential Mix (8:03) - Almighty Definitive Radio Edit (4:46) - Almighty Definitive Video Remix Version (5:12) - Club 69 Anthem Mix = Club 69 Anthem Mix Edit (5:26) - Club 69 Future Anthem Mix (9:20) - Club 69 Future Anthem Radio Edit (4:31) - Club 69 Future Anthem Dub (7:35) - Club 69 Future Anthem Dub Edit (7:13) - Club 69 Future Dub (7:45) - Club 69 Future Mix (9:14) \| - Club 69 Future Mix Edit (6:50) - Club 69 Phunk Club Mix (8:43) - Club 69 Phunk Dub (7:04) - Club 69 Phunk Video Mix (4:54) - Extended album version – Roger's Resumed Mix (5:40) - Grip's Heartbroken Mix (9:12) - Grips Heaven Dub (6:50) - Love to Infinity Power Mix = LTI Mad Mix (7:01) - Phat 'N' Phunky After Luv Dub (6:22) - Phat 'N' Phunky After Luv Dub Edit (6:07) - Phat 'N' Phunky Club Mix = Phat 'N' Dolls Remix Edit(7:42) - Xenomania Mix (4:20) - Xenomania Mad Tim and the Mekon Club Mix (9:15) - Wayne G. Heaven Anthem Mix (9:48) \| |
| - Huvudversion (4:01) - Edit (3:45) - Radio mix (3:30) - Radio edit (3:58) - Video edit (3:55) - A cappella (2:43) - Almighty Definite Mix (7:35) - Almighty Essential Mix (8:03) - Almighty Definitive Radio Edit (4:46) - Almighty Definitive Video Remix Version (5:12) - Club 69 Anthem Mix = Club 69 Anthem Mix Edit (5:26) - Club 69 Future Anthem Mix (9:20) - Club 69 Future Anthem Radio Edit (4:31) - Club 69 Future Anthem Dub (7:35) - Club 69 Future Anthem Dub Edit (7:13) - Club 69 Future Dub (7:45) - Club 69 Future Mix (9:14)                                                      | - Club 69 Future Mix Edit (6:50) - Club 69 Phunk Club Mix (8:43) - Club 69 Phunk Dub (7:04) - Club 69 Phunk Video Mix (4:54) - Extended album version – Roger's Resumed Mix (5:40) - Grip's Heartbroken Mix (9:12) - Grips Heaven Dub (6:50) - Love to Infinity Power Mix = LTI Mad Mix (7:01) - Phat 'N' Phunky After Luv Dub (6:22) - Phat 'N' Phunky After Luv Dub Edit (6:07) - Phat 'N' Phunky Club Mix = Phat 'N' Dolls Remix Edit(7:42) - Xenomania Mix (4:20) - Xenomania Mad Tim and the Mekon Club Mix (9:15) - Wayne G. Heaven Anthem Mix (9:48) |

## Listplaceringar
| Lista (1998)                            | Peak position |
| --------------------------------------- | ------------- |
| Australiens ARIA-lista                  | 1             |
| Österrikes singellista                  | 2             |
| Belgiens singellista                    | 1             |
| Kanadas singellista                     | 1             |
| Danmarks singellista                    | 1             |
| Nederländernas Mega Top 50, singellista | 1             |
| Nederländernas Top 40, singellista      | 1             |
| Europas singellista                     | 1             |
| Frankrikes singellista                  | 1             |
| Finland singellista                     | 6             |
| Tysklands singellista                   | 1             |
| Irlands singellista                     | 1             |
| Italiens singellista                    | 1             |
| Nya Zeelands singellista                | 1             |
| Norges singellista                      | 1             |
| Spaniens singellista                    | 1             |
| Sveriges singellista                    | 1             |
| Sveriges spellista                      | 1             |
| Schweiz singellista                     | 1             |
| UK Singles Chart                        | 1             |
| USA:s Billboard Hot 100                 | 1             |

| Land (1998)        | Högsta placering |
| ------------------ | ---------------- |
| Australien         | 43               |
| Austria            | 16               |
| Belgium (Flanders) | 4                |
| Tyskland           | 14               |
| Nederländerna      | 82               |
| Schweiz            | 18               |
| Storbritannien     | 1                |
| Land (1999)        | Topplacering     |
| Australien         | 6                |
| Österrike          | 21               |
| Tyskland           | 38               |
| Nederländerna      | 9                |
| Schweiz            | 8                |
| USA.               | 1                |

| Lista (1990–1999)    | Högsta placering |
| -------------------- | ---------------- |
| US Billboard Hot 100 | 31               |

| Land           | Högsta placering |
| -------------- | ---------------- |
| Storbritannien | 16[A]            |

| Lista (1998)                            | Peak position |
| --------------------------------------- | ------------- |
| Australiens ARIA-lista                  | 1             |
| Österrikes singellista                  | 2             |
| Belgiens singellista                    | 1             |
| Kanadas singellista                     | 1             |
| Danmarks singellista                    | 1             |
| Nederländernas Mega Top 50, singellista | 1             |
| Nederländernas Top 40, singellista      | 1             |
| Europas singellista                     | 1             |
| Frankrikes singellista                  | 1             |
| Finland singellista                     | 6             |
| Tysklands singellista                   | 1             |
| Irlands singellista                     | 1             |
| Italiens singellista                    | 1             |
| Nya Zeelands singellista                | 1             |
| Norges singellista                      | 1             |
| Spaniens singellista                    | 1             |
| Sveriges singellista                    | 1             |
| Sveriges spellista                      | 1             |
| Schweiz singellista                     | 1             |
| UK Singles Chart                        | 1             |
| USA:s Billboard Hot 100                 | 1             |

| Land (1998)        | Högsta placering |
| ------------------ | ---------------- |
| Australien         | 43               |
| Austria            | 16               |
| Belgium (Flanders) | 4                |
| Tyskland           | 14               |
| Nederländerna      | 82               |
| Schweiz            | 18               |
| Storbritannien     | 1                |
| Land (1999)        | Topplacering     |
| Australien         | 6                |
| Österrike          | 21               |
| Tyskland           | 38               |
| Nederländerna      | 9                |
| Schweiz            | 8                |
| USA.               | 1                |

| Lista (1990–1999)    | Högsta placering |
| -------------------- | ---------------- |
| US Billboard Hot 100 | 31               |

| Land           | Högsta placering |
| -------------- | ---------------- |
| Storbritannien | 16[A]            |

| Företrädare: "Here I Go Again" av E-Type | Singeletta i Sverige 3 december 1998-14 januari 1999 | Efterträdare: "Pretty Fly (for a White Guy)" av The Offspring |